# Adam Sandler
Adam Richard Sandler (New York, 9 settembre 1966) è un attore, comico, produttore cinematografico e musicista statunitense.
Distintosi negli anni novanta come autore e poi membro del cast del programma televisivo Saturday Night Live, Sandler si è poi affermato presso il grande pubblico prendendo parte a numerose produzioni hollywoodiane di successo, per una media di cento milioni di dollari al botteghino. È stato, per due anni consecutivi, il terzo attore più pagato dell'anno secondo la rivista Forbes, con un guadagno di 40 milioni di dollari nel 2011 e di 37 milioni nel 2012.
Sandler è anche il fondatore della compagnia di produzione cinematografica Happy Madison Productions, chiamata così in onore dei due suoi primi film più di successo: Un tipo imprevedibile (Happy Gilmore) e Billy Madison. Tra le altre cose, la sua casa di produzione ha sviluppato anche la sitcom Le regole dell'amore (Rules of Engagement).
Diversi suoi film, come gli universalmente stroncati Jack e Jill (2011) e Indovina perché ti odio (2012) sono stati oggetto di critiche molto negative, a dispetto del loro frequente successo al botteghino, portando l'attore al secondo posto per numero di vittorie (9) e candidature (26) ai Razzie Award, in entrambi i casi secondo solo a Sylvester Stallone. Le sue interpretazioni in film drammatici come Ubriaco d'amore, Reign Over Me, The Meyerowitz Stories, Diamanti grezzi e Hustle sono state invece acclamate all'unanimità.

## Biografia
Sandler nasce a Brooklyn, borough di New York, il 9 settembre 1966 in una famiglia ebraica ashkenazita di origini russe, figlio di Stanley Sandler (1935-2003), un ingegnere elettronico, e di Judith "Judy" Levine, un'insegnante d'asilo. All'età di sei anni si trasferisce con la famiglia a Manchester, nel New Hampshire, dove, in seguito, consegue il diploma presso il Manchester Central High School. Tornato poi nella Grande Mela per frequentare la New York University, Sandler scopre la propria vis comica frequentando i club del campus. Nel 1988 ottiene la laurea.

## Carriera

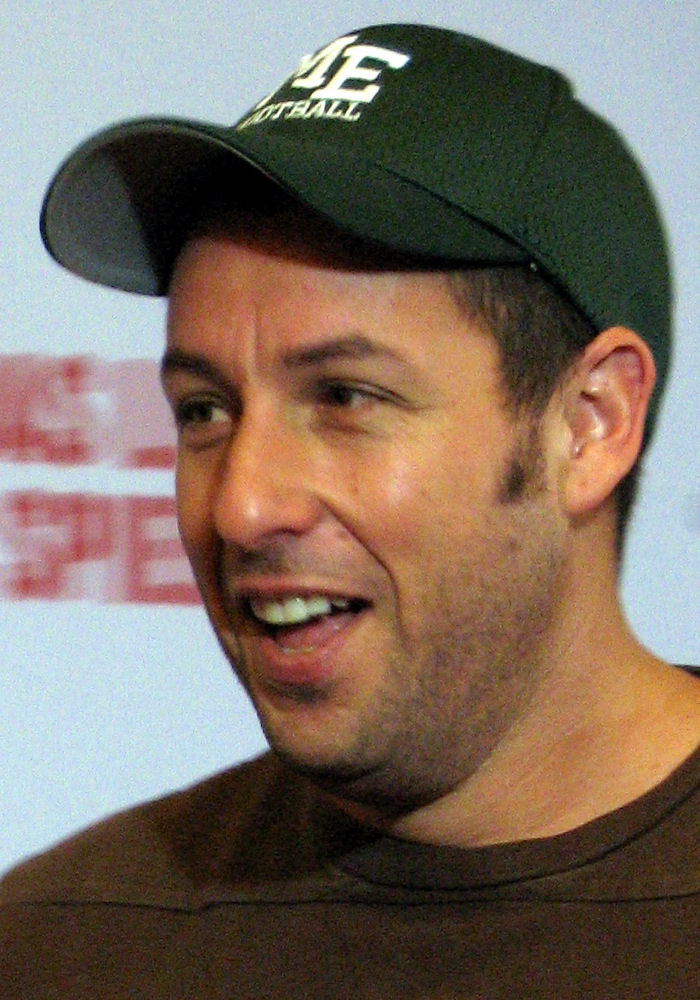
Adam Sandler a Berlino nel 2009

L'esordio di Sandler come attore avviene nel 1987, quando è ancora uno studente universitario, interpretando il ruolo di Smitty, uno dei migliori amici di Theo, in quattro episodi della quarta stagione de I Robinson ("Il vecchio e il nuovo", "L'assistente del mago", "Un grande amico" e "Ballo di fine corso"). Viene poi notato dal comico Dennis Miller, che lo porta a Los Angeles, raccomandandolo a un produttore del celebre Saturday Night Live, che lo assume nel 1990, dapprima come autore dei testi e in seguito anche come performer. Sandler diventa celebre interpretando divertenti canzoni originali, fra cui The Chanukah Song.
L'esordio sul grande schermo avviene nel 1989 con il film commedia Going Overboard, ma la consacrazione come attore comico avviene soltanto sei anni dopo, nel 1995, grazie a Billy Madison, che venne però accolto negativamente dalla critica. Seguono film di grande successo commerciale come Bulletproof (1996), Un tipo imprevedibile (1996) e Prima o poi me lo sposo (1998). Era stato inizialmente ingaggiato anche per recitare nella commedia nera Cose molto cattive (1998), ma dovette rinunciarci per poter recitare in Waterboy (1998). Nel 1999 recita in Big Daddy - Un papà speciale, per il quale consegue un Razzie Awards quale peggiore attore protagonista. Durante la lavorazione di Big Daddy - Un papà speciale, l'attore conosce Jacqueline Samantha Titone, sua futura moglie, dalla quale avrà due figlie: Sadie Madison Sandler (nata nel 2006) e Sunny Madeline Sandler (nata nel 2008). Sandler ha interamente curato un film d'animazione a suo nome, in cui il protagonista è sé stesso, intitolato Otto notti di follie (2002).

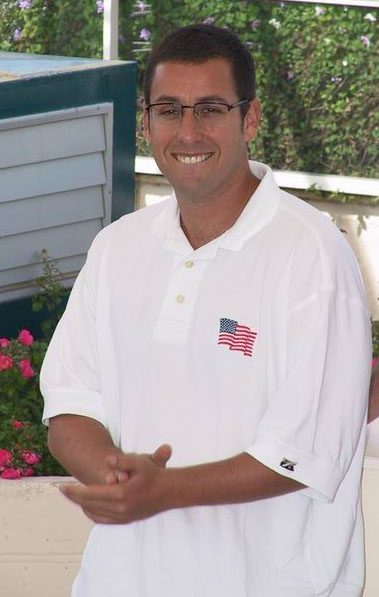
Adam Sandler al Festival di Cannes del 2002

I più recenti giudizi della critica nei suoi confronti si sono rivelati più positivi, attribuendo i precedenti cattivi risultati alle sceneggiature dei film in cui aveva precedentemente preso parte. Sandler ha infatti cambiato parzialmente genere dei film da lui interpretati, passando da film comici, spesso demenziali, a commedie maggiormente impegnate come Ubriaco d'amore (per il quale ha ricevuto una nomination ai Golden Globe), Spanglish - Quando in famiglia sono in troppi a parlare (2004) e Reign Over Me (2007). In passato si era fatto il suo nome anche in occasione di Collateral (il suo ruolo andò poi a Jamie Foxx), di La fabbrica di cioccolato e di Bastardi senza gloria.
Fra i suoi lavori recenti più apprezzati si possono citare 50 volte il primo bacio (2004), Cambia la tua vita con un click (2006) e Racconti incantati (2008), prima produzione Disney per Sandler. Mentre poi vi sono i poco apprezzati dalla critica ma molto apprezzati dal pubblico Un weekend da bamboccioni (2010), Un weekend da bamboccioni 2 (2013) e Pixels del 2015, basato sull'omonimo cortometraggio del regista francese Patrick Jean, prima di passare a un accordo di distribuzione con Netflix. Il suo primo film originale per Netflix è stato il film commedia The Ridiculous 6. Nonostante sia stato universalmente criticato, il 6 gennaio 2016, Netflix ha annunciato che il film era stato visto più volte in 30 giorni rispetto a qualsiasi altro film nella storia della piattaforma. Ha pubblicato altri tre film su Netflix tra il 2016 e il 2018: The Do-Over, Sandy Wexler e Matrimonio a Long Island. Come doppiatore è soprattutto noto per aver dato voce al Conte Dracula nel film d'animazione del 2012 Hotel Transylvania e nei suoi sequel (tranne nel quarto film dove viene sostituito da Brian Hull).
È tornato in territorio drammatico nel 2017 con The Meyerowitz Stories, con la sua performance che ha ricevuto molte critiche favorevoli. Il 4 maggio 2019, Sandler ha fatto la sua prima apparizione come ospite di SNL, concludendo l'episodio con un omaggio al suo amico e collega Chris Farley. A dicembre 2019 Sandler recita nel thriller Diamanti grezzi (Uncut Gems):la sua interpretazione è stata acclamata dalla critica come una delle migliori della sua carriera.

### Happy Madison Productions
Sandler ha formato la sua società di produzione cinematografica, la Happy Madison Productions, nel 1999, producendo il film Deuce Bigalow: Maschio Gigolo. Ad oggi la compagnia ha prodotto la maggior parte dei film successivi di Sandler. La maggior parte dei film della compagnia ha ricevuto recensioni negative da parte della critica, tre dei quali considerati tra i peggiori mai realizzati ma la maggior parte è andata ottimamente al botteghino.
Altri che appaiono frequentemente nei film di Sandler sono David Spade, Kevin James, Steve Buscemi, Chris Rock, John Turturro, Peter Dante, Allen Covert, Jonathan Loughran Jon Lovitz e Rob Schneider.
Nel 2014, Netflix ha annunciato un accordo in quattro film con Adam Sandler e Happy Madison Productions.
La società si trova nel lotto Sony-Columbia Pictures a Culver City, California.

## Immagine pubblica

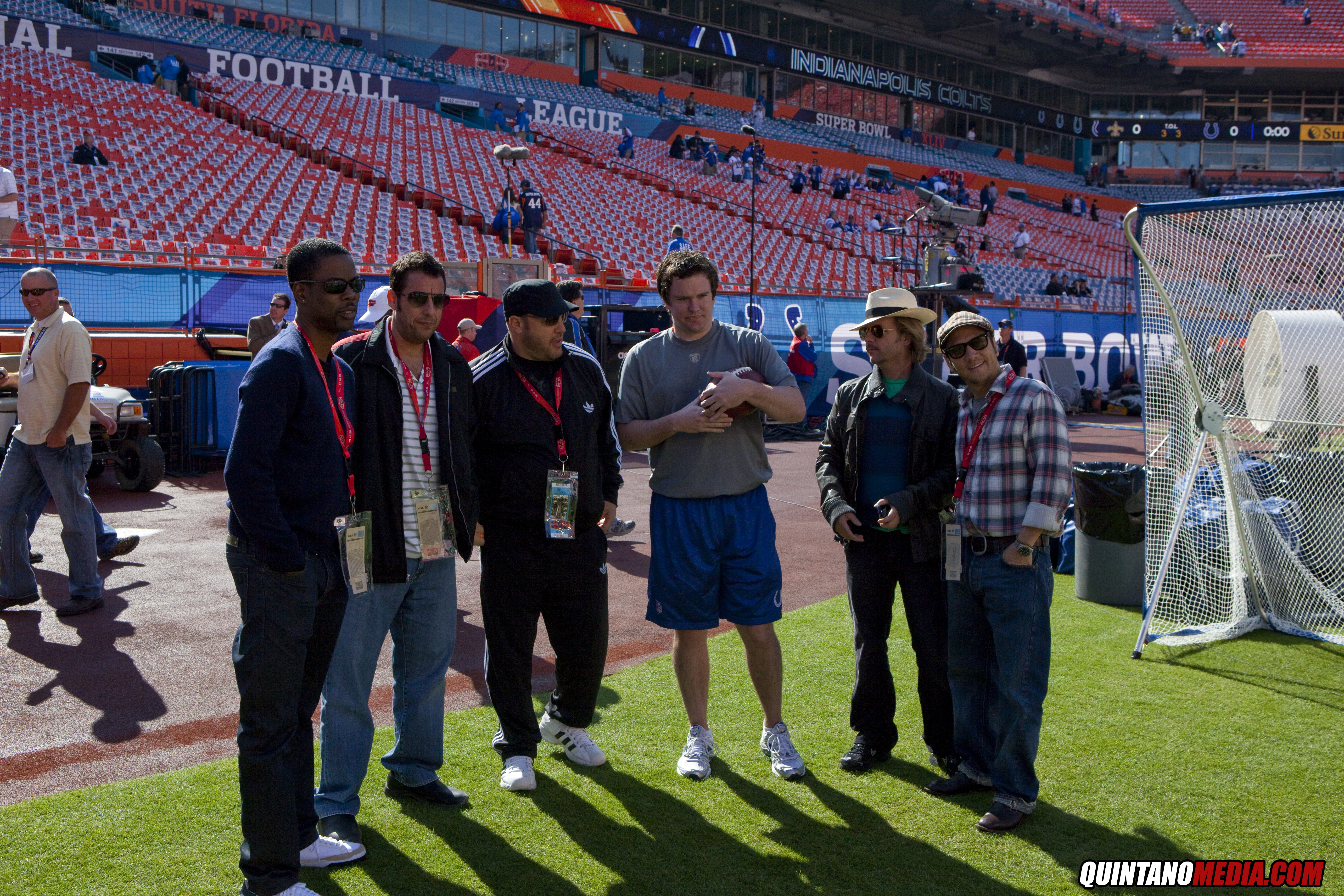
Adam Sandler, Chris Rock, Kevin James, David Spade, Rob Schneider al Super Bowl

Sandler è stato citato più volte in vari media, incluso nei telefilm The Simpsons nell'episodio "Monty Can't Buy Me Love", in I Griffin nell'episodio "Stew-Roids", in South Park nell'episodio "You're Getting Old" e nel film American Pie: Ancora insieme. È stato anche citato nel videogioco Half-Life: Opposing Force.

## Vita privata
L'attore vive con la moglie Jackie e le figlie Sadie Madison (nata nel 2006) e Sunny Madeline (nata nel 2008) a Los Angeles, ma possiede anche altre case a New York e in Florida.
Sandler è tifoso dei New York Jets in NFL e dei New York Knicks in NBA.
Nel 2007, Sandler ha fatto una donazione di un milione di dollari ai Boys & Girls Clubs of America nella sua città natale, Manchester, nel New Hampshire. Lo stesso anno, ha contribuito con 2100 dollari (il massimo importo ammesso, all'epoca) alla campagna presidenziale dell'ex sindaco repubblicano di New York, Rudolph Giuliani.

## Filmografia

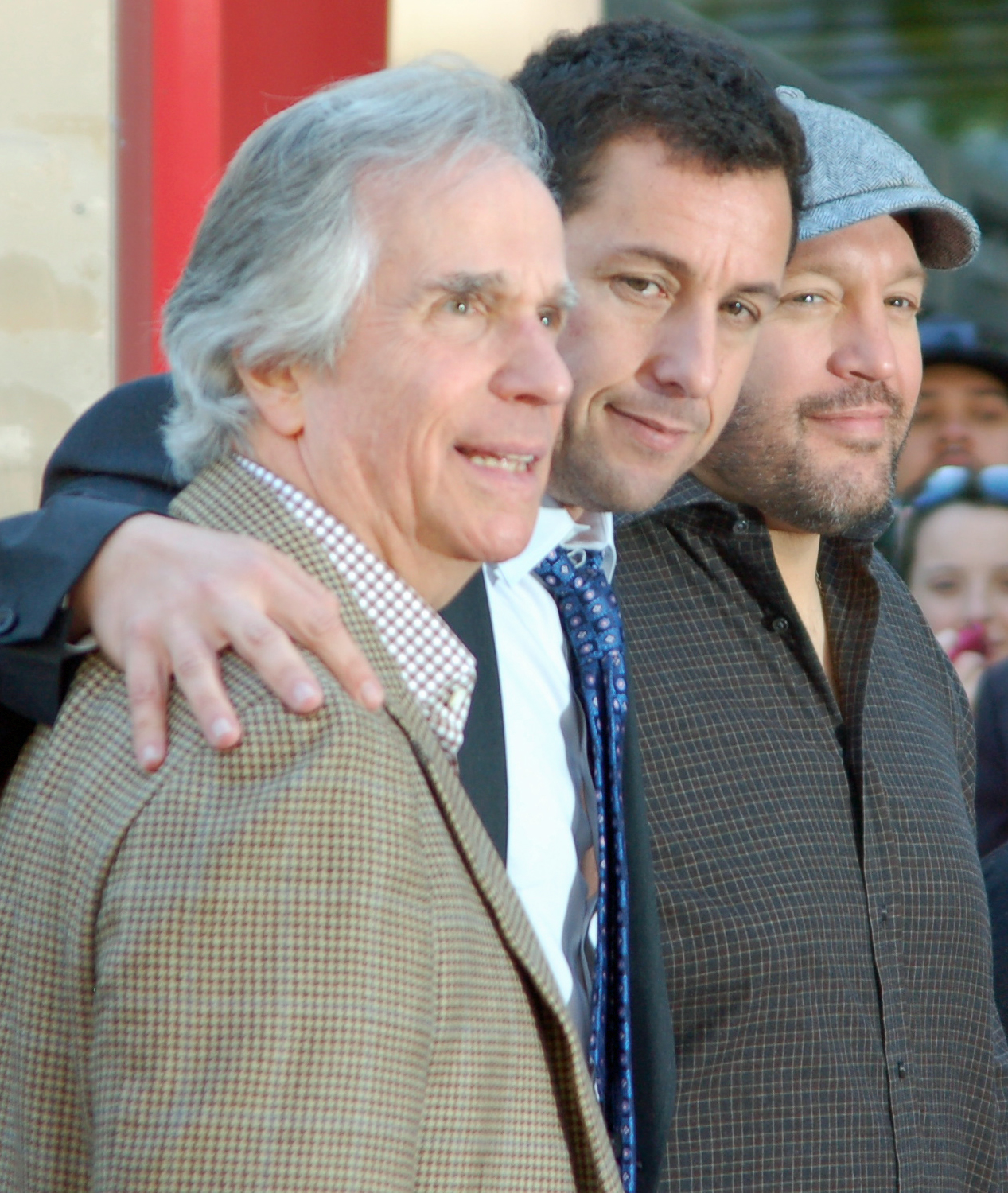
Adam Sandler con Henry Winkler e Kevin James, durante la presentazione della sua stella nella Hollywood Walk of Fame nel 2009

### Attore

#### Cinema
- Going Overboard, regia di Valerie Breiman (1989)
- Shakes the Clown, regia di Bobcat Goldthwait (1991)
- Teste di cono (Coneheads), regia di Steve Barron (1993)
- Airheads - Una band da lanciare (Airheads), regia di Michael Lehmann (1994)
- Agenzia salvagente (Mixed Nuts), regia di Nora Ephron (1994)
- Billy Madison, regia di Tamra Davis (1995)
- Un tipo imprevedibile (Happy Gilmore), regia di Dennis Dugan (1996)
- Bulletproof, regia di Ernest Dickerson (1996)
- Prima o poi me lo sposo (The Wedding Singer), regia di Frank Coraci (1998)
- Dirty Work - Agenzia lavori sporchi (Dirty Work), regia di Bob Saget (1998) – cameo non accreditato
- Waterboy (The Waterboy), regia di Frank Coraci (1998)
- Big Daddy - Un papà speciale (Big Daddy), regia di Dennis Dugan (1999)
- Little Nicky - Un diavolo a Manhattan (Little Nicky), regia di Steven Brill (2000)
- Animal (The Animal), regia di Luke Greenfield (2001) – cameo non accreditato
- Ubriaco d'amore (Punch-Drunk Love), regia di Paul Thomas Anderson (2002)
- Hot Chick - Una bionda esplosiva (The Hot Chick), regia di Tom Brady (2002) – cameo non accreditato
- Mr. Deeds, regia di Steven Brill (2002)
- Terapia d'urto (Anger Management), regia di Peter Segal (2003)
- 50 volte il primo bacio (50 First Dates), regia di Peter Segal (2004)
- Spanglish - Quando in famiglia sono in troppi a parlare (Spanglish), regia di James L. Brooks (2004)
- Deuce Bigalow - Puttano in saldo (Deuce Bigalow: European Gigolo), regia di Mike Bigelow (2005) – cameo non accreditato
- L'altra sporca ultima meta (The Longest Yard), regia di Peter Segal (2005)
- Cambia la tua vita con un click (Click), regia di Frank Coraci (2006)
- Reign Over Me, regia di Mike Binder (2007)
- Io vi dichiaro marito e... marito (I Now Pronounce You Chuck and Larry), regia di Dennis Dugan (2007)
- Zohan - Tutte le donne vengono al pettine (You Don't Mess With The Zohan), regia di Dennis Dugan (2008)
- Racconti incantati (Bedtime Stories), regia di Adam Shankman (2008)
- Funny People, regia di Judd Apatow (2009)
- Un weekend da bamboccioni (Grown Ups), regia di Dennis Dugan (2010)
- Mia moglie per finta (Just Go with It), regia di Dennis Dugan (2011)
- Jack e Jill (Jack and Jill), regia di Dennis Dugan (2011)
- Indovina perché ti odio (That's My Boy), regia di Sean Anders (2012)
- Un weekend da bamboccioni 2 (Grown Ups 2), regia di Dennis Dugan (2013)
- Insieme per forza (Blended), regia di Frank Coraci (2014)
- Men, Women & Children, regia di Jason Reitman (2014)
- Mr Cobbler e la bottega magica (The Cobbler), regia di Thomas McCarthy (2014)
- Top Five, regia di Chris Rock (2014) – cameo
- Pixels, regia di Chris Columbus (2015)
- The Ridiculous 6, regia di Frank Coraci (2015)
- The Do-Over, regia di Steven Brill (2016)
- Sandy Wexler, regia di Steven Brill (2017)
- The Meyerowitz Stories, regia di Noah Baumbach (2017)
- Matrimonio a Long Island, regia di Robert Smigel (2018)
- Murder Mystery, regia di Kyle Newacheck (2019)
- Diamanti grezzi (Uncut Gems), regia di Josh e Benny Safdie (2019)
- Hubie Halloween, regia di Steven Brill (2020)
- Hustle, regia di Jeremiah Zagar (2022)
- Murder Mystery 2, regia di Jeremy Garelick (2023)
- Non sei invitata al mio bat mitzvah (You Are So Not Invited to My Bat Mitzvah), regia di Sammi Cohen (2023)
- Spaceman, regia di Johan Renck (2024)
- Un tipo imprevedibile 2 (Happy Gilmore 2), regia di Kyle Newacheck (2025)
- Jay Kelly, regia di Noah Baumbach (2025)

#### Televisione
- I Robinson (The Cosby Show) – serie TV, 4 episodi (1987-1988)
- Jessie – serie TV, episodio 2x19 (2013)
- Brooklyn Nine-Nine – serie TV, episodio 1x15 (2013)
- Kevin Can Wait – serie TV, episodio 1x08 (2016)
- The Goldbergs – serie TV, episodio 6x11 (2019)

### Doppiatore
- Gigolò per sbaglio (Deuce Bigalow: Male Gigolo), regia di Mike Mitchell (1999)
- Otto notti di follie (Eight Crazy Nights), regia di Seth Kearsley (2002)
- Il signore dello zoo (Zookeeper), regia di Frank Coraci (2011)
- Hotel Transylvania, regia di Genndy Tartakovsky (2012)
- Pixels, regia di Chris Columbus (2015)
- Hotel Transylvania 2, regia di Genndy Tartakovsky (2015)
- Hotel Transylvania 3 - Una vacanza mostruosa (Hotel Transylvania 3: Summer Vacation), regia di Dženndi Tartakovskij (2018)
- Leo, regia di Robert Marianetti, Robert Smigel e David Wachtenheim (2023)

### Produttore
- Il superpoliziotto del supermercato (Paul Blart: Mall Cop), regia di Steve Carr (2009)
- Il superpoliziotto del supermercato 2 (Paul Blart: Mall Cop 2), regia di Andy Fickman (2015)
- Murder Mystery, regia di Kyle Newacheck (2019)
- Hubie Halloween, regia di Steven Brill (2020)
- Hustle, regia di Jeremiah Zagar (2022)
- The Out-Laws - Suoceri fuorilegge (The Out-Laws), regia di Tyler Spindel (2023)
- Non sei invitata al mio bat mitzvah (You Are So Not Invited to My Bat Mitzvah), regia di Sammi Cohen (2023)
- Leo, regia di Robert Marianetti, Robert Smigel e David Wachtenheim (2023)
- Un tipo imprevedibile 2 (Happy Gilmore 2), regia di Kyle Newacheck (2025)

### Sceneggiatore
- Hubie Halloween, regia di Steven Brill (2020)
- Leo, regia di Robert Marianetti, Robert Smigel e David Wachtenheim (2023)
- Un tipo imprevedibile 2 (Happy Gilmore 2), regia di Kyle Newacheck (2025)

## Discografia
- 1993 – They're All Gonna Laugh at You!
- 1996 – What the Hell Happened to Me?
- 1997 – What's Your Name?
- 1999 – Stan and Judy's Kid
- 2005 – Shhh...Don't Tell

## Riconoscimenti
- Golden Globe
  - 2003 – Candidatura per il miglior attore in un film commedia o musicale per Ubriaco d'amore

- Critics' Choice Awards
  - 2020 – Candidatura al miglior attore per Diamanti grezzi

- Independent Spirit Awards
  - 2020 – Miglior attore protagonista per Diamanti grezzi

### Altri riconoscimenti
- 3 Nomination ai Teen Choice Awards 2006: Miglior attore in un film commedia, Miglior alchimia (condiviso con Kate Beckinsale), Miglior fischio per Cambia la tua vita con un click
- 17 Nomination agli MTV Movie Awards di cui 6 vinti: 2 per Miglior performance comica per Waterboy e Big Daddy - Un papà speciale, miglior bacio con Drew Barrymore per Prima o poi me lo sposo, 2 miglior performance di gruppo sempre con Barrymore per 50 volte il primo bacio e Dylan e Cole Sprouse in Big Daddy – Un papà speciale e miglior combattimento per Un tipo imprevedibile
- Kids' Choice Awards 2007: Miglior attore protagonista per Cambia la tua vita con un click
- 9 Razzie Award vinti e altre 26 nomination, per un totale di 35 candidature (non sono conteggiate tuttavia le nomination condivise). È l'attore che ha più candidature per queste premiazioni. 
  - L'attore più premiato in assoluto è Sylvester Stallone, che ha collezionato 31 candidature e 10 premi, compreso quello di peggiore attore del XX secolo.

## Doppiatori italiani
Nelle versioni in italiano delle opere in cui ha recitato, Adam Sandler è stato doppiato da:
- Riccardo Rossi in Big Daddy - Un papà speciale, Ubriaco d'amore, Mr. Deeds, Terapia d'urto, 50 volte il primo bacio, Spanglish - Quando in famiglia sono in troppi a parlare, L'altra sporca ultima meta, Cambia la tua vita con un click, Reign Over Me, Io vi dichiaro marito e... marito, Zohan - Tutte le donne vengono al pettine, Racconti incantati, Funny People, Un weekend da bamboccioni, Mia moglie per finta, Jack e Jill, Jessie, Indovina perché ti odio, Un weekend da bamboccioni 2, Insieme per forza, Men, Women & Children, Mr Cobbler e la bottega magica (primo doppiaggio), Top Five, Pixels, The Ridiculous 6, The Do-Over, Sandy Wexler, The Meyerowitz Stories, Matrimonio a Long Island, Murder Mystery, Diamanti grezzi, Hubie Halloween, Hustle, Murder Mystery 2, Non sei invitata al mio bat mitzvah, Spaceman, Un tipo imprevedibile 2
- Francesco Pezzulli ne I Robinson, Agenzia salvagente
- Danilo De Girolamo in Prima o poi me lo sposo, Waterboy
- Tonino Accolla in Little Nicky - Un diavolo a Manhattan, Hot Chick - Una bionda esplosiva
- Vittorio De Angelis ne I Robinson (ep. 4x11)
- Luca Dal Fabbro in Teste di cono
- Edoardo Nevola in Airheads - Una band da lanciare
- Alessio Cigliano in Billy Madison
- Vittorio Guerrieri in Un tipo imprevedibile
- Massimo De Ambrosis in Bulletproof
- Paolo Vivio in Brooklyn Nine-Nine
- Angelo Evangelista in Mr Cobbler e la bottega magica (ridoppiaggio)

Da doppiatore è sostituito da:
- Claudio Bisio in Hotel Transylvania, Hotel Transylvania 2, Hotel Transylvania 3 - Una vacanza mostruosa
- Riccardo Rossi in Otto notti di follie (Davey) (dialoghi)
- Massimiliano Alto in Otto notti di follie (Davey) (canto)
- Giorgio Lopez in Otto notti di follie (Whitney)
- Tiziana Avarista in Otto notti di follie (Eleanor)
- Marco Marzocca in Il signore dello zoo
- Edoardo Leo in Leo